# Жильково (Козельский район)
Жильково — деревня в Козельском районе Калужской области. Входит в состав сельского поселения «Деревня Плюсково».

## География
Деревня находится на расстоянии 19 км к северо-западу от города Козельск, административного центра района.

### Часовой пояс
Деревня Жильково, как и вся Калужская область, находится в часовой зоне МСК (московское время). Смещение применяемого времени относительно UTC составляет +3:00.

## Население
| 2002 | 2010 |
| ---- | ---- |
| 20   | ↘10  |